# Chroustovice
Městys Chroustovice se nachází v okrese Chrudim, kraj Pardubický, zhruba 15 km východně od Chrudimi a 7 km severovýchodně od Chrasti. Žije zde přibližně 1 300 obyvatel.

## Historie
První písemná zmínka o obci pochází z roku 1349, kdy tu již stál farní kostel. Prvním doloženým majitelem byl roku 1372 Hereš, hofmistr královny Žofie, který později užíval přídomek „z Chroustovic”. Tvrz mezi rameny řeky Novohradky byla zmiňována roce 1406. V 16. století připojili Chroustovice bratři Albrecht a Slavata z Chlumu a Košumberka k panství Košumberk. Posledním českým majitelem chroustovického panství byl v letech 1779–1823 hrabě Filip Kinský, který realizoval rokokovou přestavbu zámku. V roce 1823 získala panství rodina Thurn-Taxisů.
Od 10. října 2006 byl obci vrácen status městyse.

## Pamětihodnosti

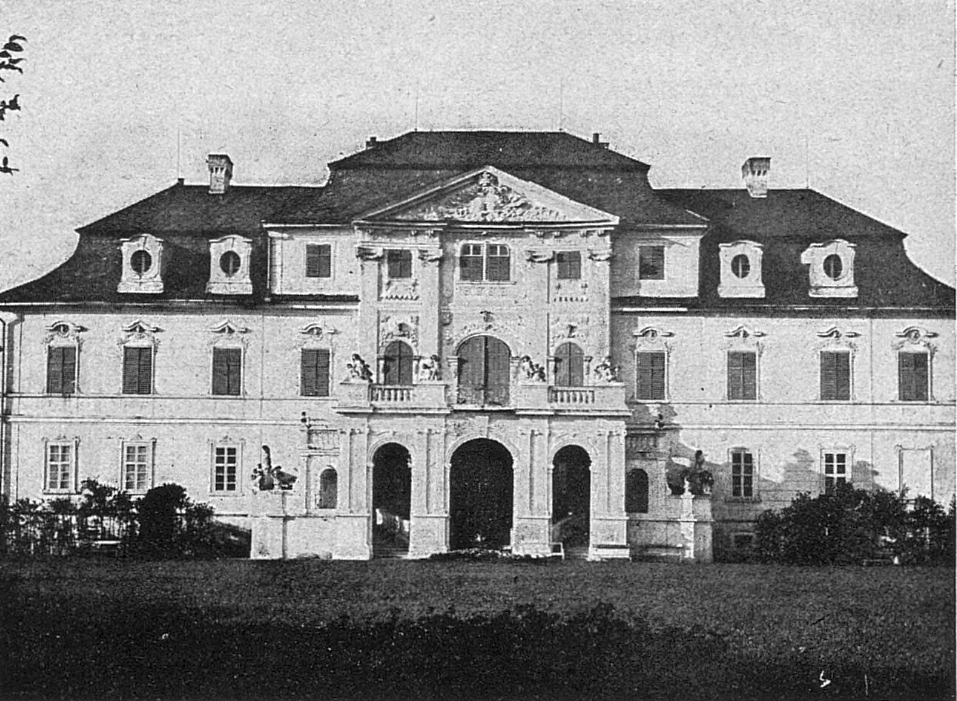
Zámek Chroustovice (1917)

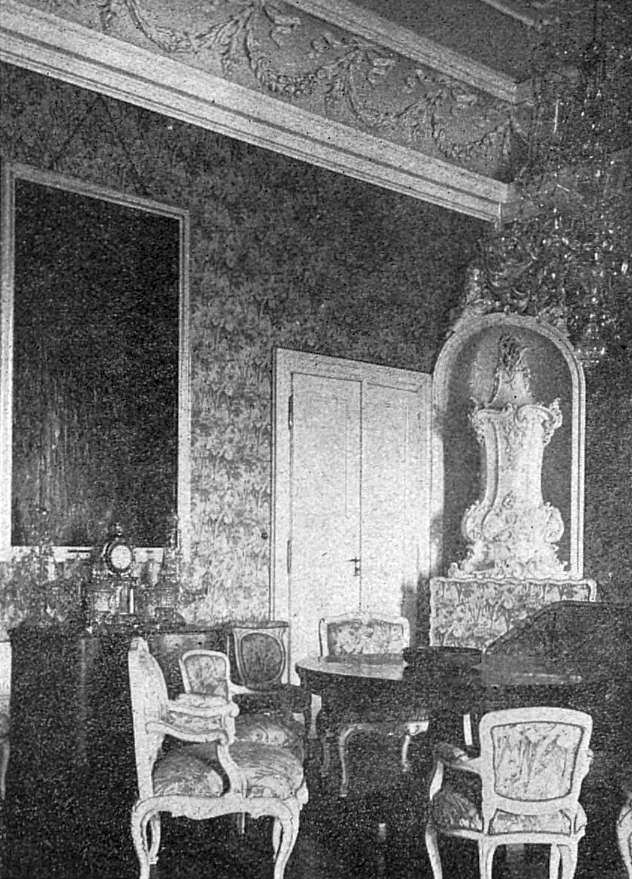
Zámek Chroustovice, salón (1917)

- Zámek Chroustovice: Zámek byl vystavěn pravděpodobně na místě někdejší tvrze, o níž zachovaly se zprávy od 15. století. Počátkem 16. století patřily Chroustovice Albrechtovi z Chlumu a Košumberka, po němž připadly jeho bratru Slavatovi, který je připojil ke košumberskému panství. Zachariáš Slavata z Chlumu nechal značně zpustlou tvrz opravit, ale jeho syn v dluzích panství prodal roku 1600 Kunce Slavatové. Majitelé se potom neustále střídali, až posléze roku 1663 koupil Chroustovice František Karel hrabě Liebštejnský z Kolovrat, který přestavěl tvrz na zámek. Jeho vnuk František Karel prodal panství roku 1721 Jeronýmovi hraběti de Capece a markraběti de Rofrano, po němž ho zdědila Marie Terezie, rozená markýza z Rofrana, choť hraběte Leopolda Kinského. Pozdější majitel Chroustovic Filip Kinský (Filip Josef hrabě Kinský z Vchynic a Tetova) jako příznivec náboženské svobody přestavěl zámek ve slohu rokoka, nechal ho ozdobit zahradním průčelím a připojil rozsáhlé předdvoří a park. Z rukou tohoto Filipa Kinského ze Vchynic a Tetova přešly Chroustovice roku 1823 i s nedalekým Rychmburkem do rukou bavorských Thurn-Taxisů, kteří ho po požáru v 19. století nechali upravit částečně empirově.[7] V současné době je zámek účelově využit jako odborné učiliště.

- Kostel svatého Jakuba Většího: Kostel se do roku 1743 nacházel uprostřed hřbitova vedle fary. Původně dřevěná kaple byla přestavěna na kamennou, od té doby prošel kostel mnohonásobnými úpravami a rozšířeními. V polovině 14. století byl kostel přestavěn do gotického stylu. Tento kostel byl zrušen, ale dva náhrobní kameny byly zachovány a jsou v blízkosti budovy fary. Nynější kostel byl vybudován v roce 1744 na náklady Terezie Kinské. Ve věži bylo původně pět zvonů. Čtyři velké a jeden malý (umíráček), ve válce byly zvony zrekvírovány, v Chroustovicích zůstal pouze malý zvon.[8]

- Sloup se sochou Panny Marie na návsi
- Fara
- Rozcestník

- Škola: V roce 1623 škola nejspíše už fungovala, ale první zmínka o učitelích pochází až z roku 1655. Zpočátku výuka probíhala v budově fary, ale v roce 1783 byla postavena budova školy na náklady patronátní vrchnosti. Do školy chodilo 30 dětí z Chroustovic a 80 dětí z okolí. Roku 1872 byla rozšířena na dvojtřídní. Roku 1926 byla postavena nová budova – dvoupatrová Masarykova škola, do níž chodí cca 300 žáků. Škola prošla mnoha rekonstrukcemi.
- Bývalý vodní mlýn[9]
- Mohylníky v lesíku nad obcí[10]

## Osobnosti
- Filip Kinský (1741–1827), narozen v Chroustovicích, majitel panství a iniciátor rokokové přestavby zámku
- Albert Pražák (1880–1956), narozen v Chroustovicích
- Tomáš Norbert Koutník (1698–1775), hudební skladatel, kantor a varhaník působil v Chroustovicích jako učitel
- Rudolf Novák (1887–1968), narozen v Chroustovicích, účastník Olympijských her 1924 v gymnastice[11]
- Alois Jandouš (1838 - 1893), narozen v Chroustovicích, významný český farmaceut 19. století

## Části obce
- Chroustovice
- Březovice
- Holešovice
- Lhota u Chroustovic
- Mentour
- Městec
- Poděčely